# Alberto Yabar Palacios
Alberto Yabar Palacios fue un coleccionista de arte y político peruano. 
Fue elegido diputado por la provincia de Paucartambo en 1945 con 273 votos durante el gobierno de José Luis Bustamante y Rivero.
Su colección de arte incluía varias pinturas de la Escuela Cusqueña que fueron adquiridas por el Estado Peruano y que se encuentran actualmente en el Museo de Arte de Lima y otros museos del país.